# 保良局蔡繼有學校
保良局蔡繼有學校（英語：Po Leung Kuk Choi Kai Yau School），位於香港九龍琵琶山郝德傑道6號，創立於2002年，隸屬於保良局，為全港首間私立非牟利一條龍學校。

## 歷史
此校前身爲1974年竣工的柏立基教育學院校舍；最初蔡校只佔用原學生及校役宿舍大樓，而原教學大樓及教職員宿舍由香港耀中國際學校佔用至2009年遷出為止，與位於天后天后廟道62號的小學也一樣搬遷。而在耀中遷出後，原有建築物（不包括校役宿舍）被拆卸重建成一幢六層高、按建築署中學及小學標準合併設計的校舍，並由ALKF+設計，於2011年完工，期間校舍暫遷至長沙灣廣利道5號。
目前，校舍一至三樓為小學部，四至六樓為中學部（各30間標準課室）。此校分別於十年級（中四）及十二年級（中六）設有IGCSE及國際文憑IB課程。

## 外部連結
维基共享资源上的相關多媒體資源：保良局蔡繼有學校